# Neoapachella
Neoapachella rothi es una especie de araña migalomorfa de la familia Cyrtaucheniidae. Es la única especie del género monotípico Neoapachella.  Es nativa de Estados Unidos, donde se encuentra en Arizona y Nuevo México.

## Etimología
El nombre de la especie fue otorgado en honor de Vincent Daniel Roth.